# Morning Lake
Morning Lake är en sjö i Antarktis. Den ligger i Östantarktis. Nya Zeeland gör anspråk på området. Morning Lake ligger 409 meter över havet.